# بخش مورژ
بخش مورژ یکی از بخشهای کانتون وو در کشور سوئیس است.